# Judiciar
Puterea judiciară sau judiciarul (numit și sistem judiciar) este una din cele trei puteri fundamentale dintr-un stat democratic modern, conform principiului lui Montesquieu numit Separația puterilor în stat, celelalte două puteri fiind executivul și legislativul. 
Rolul sistemului judiciar este acela de a monitoriza aplicarea legii și de a sancționa nerespectarea acesteia. Această putere este conferită judecătorilor și magistraților (și, uneori, într-o mai mică măsură, juraților) și se bazează pe legislația elaborată de legiuitor pentru a lua decizii. 
Termenul „putere judiciară” poate avea două sensuri diferite: primul se referă la sistemul judiciar în sens organic, iar al doilea în sens funcțional. În primul caz, „puterea judiciară” se referă la instanțele judecătorești, iar în al doilea rând la posibilitatea soluționării litigiilor.
În multe jurisdicții, ramura judiciară are puterea de a schimba legile prin procesul de revizuire judiciară. Instanțele judecătorești cu putere de control judecătoresc pot anula legile și regulile statului atunci când le consideră incompatibile cu o normă superioară, cum ar fi legislația primară, dispozițiile constituției sau dreptul internațional. Judecătorii constituie o forță critică pentru interpretarea și implementarea constituției, deci de facto în țările cu drept comun, creează corpul dreptului constituțional. Pentru ca un popor să stabilească și să mențină "statul de drept" ca normă operativă în construcțiile sociale, trebuie să se acorde o mare atenție alegerii sau numirii unor cercetători legali și atenți, a căror loialitate față de un jurământ de mandat nu este reproșată. Dacă legea trebuie să guverneze și să găsească acceptarea, în general, instanțele trebuie să exercite fidelitatea față de justiție, ceea ce înseamnă că îi acordă celor supuși domeniului său jurisdicțional cea mai mare prezumție de relevanță culturală inerentă în acest cadru.
Rolul judiciarului este de a interpreta și aplica legile în numele statului. Această putere se concretizează printr-o ierarhie de curți de justiție. În România curtea supremă este Înalta Curte de Casație și Justiție.

## Funcțiile sistemului judiciar în diferite sisteme de drept
În jurisdicțiile de drept comun, instanțele judecătorești interpretează legea; aceasta include constituțiile, statutele și regulamentele. De asemenea, legea (însă într-un sens limitat, limitată la faptele anumitor cazuri) se bazează pe o jurisprudență anterioară în domenii în care legiuitorul nu a făcut legea. De exemplu, delictul de neglijență nu este derivat din legea statutului în majoritatea jurisdicțiilor de drept comun. Termenul drept comun se referă la acest tip de lege. Deciziile de drept comun au stabilit un precedent pentru ca toate instanțele să le urmeze. Acest lucru este denumit uneori stare decisivă.
În jurisdicțiile din domeniul dreptului civil, instanțele judecătorești interpretează legea, dar le este interzis să creeze legea și, prin urmare, să nu emită hotărâri mai generale decât cazul real care trebuie judecat. Cu alte cuvinte, ei nu stabilesc precedent. Jurisprudența nu joacă neapărat un rol similar cu jurisprudența. Instanțele judecătorești pot decide dacă urmăresc jurisprudența într-un caz dat sau nu. 